# XZ
XZ — формат контейнера для архивов, использующий алгоритм сжатия LZMA2 и призванный заменить формат контейнера lzma. Как и форматы gzip и bzip2, он является контейнером для единственного файла, поэтому его обычно используют совместно с форматом tar.

## Реализация
Реализацией формата xz является пакет XZ Utils. Начиная с выпуска 5.0.0, XZ Utils перешёл на лицензию общественное достояние c LGPL, однако некоторые позаимствованные из других проектов части проекта продолжают поставляться по условиям копилефт.

## Использование
Формат XZ используется GNU Coreutils начиная с версии 7.1. Начиная с версии 1.22 GNU tar позволяет автоматически сжимать и распаковывать архивы tar с помощью xz, обеспечивая прозрачную работу с ними (так же, как до этого было реализовано для gzip и bzip2). Стандартный архиватор tar операционной системы FreeBSD поддерживает прозрачное сжатие в xz, начиная с r191190 (17 апреля 2009). По состоянию на 24 августа 2015 года Apple всё ещё не включает поддержку данного формата в macOS, но возможна установка пакета xz через одну из систем управления пакетами для macOS, например MacPorts или HomeBrew
XZ используется или поддерживается для сжатия дистрибутивов ОС или пакетов с ПО в проектах Debian (формат deb), Fedora, ArchLinux, FreeBSD Gentoo, GNOME.
Приложение 7-Zip с версии 9.04 бета поддерживает данный формат сжатия.

## Проблемы
29 марта 2024 года Андрес Фройнд, разработчик PostgreSQL, работающий в Microsoft, объявил, что он обнаружил бэкдор в пакете XZ Utils, обслуживающем формат XZ в семействе ОС Linux. Уязвимость получила оценку Common Vulnerability Scoring System (CVSS) в 10 баллов (наивысший балл). Разработчики ОС срочно выпустили исправления и рекомендуют пользователям обновить все свои установки Linux.